# Тулькан
Тулька́н (исп. Tulcán / San Miguel de Tulcán) — город в Эквадоре.

## География

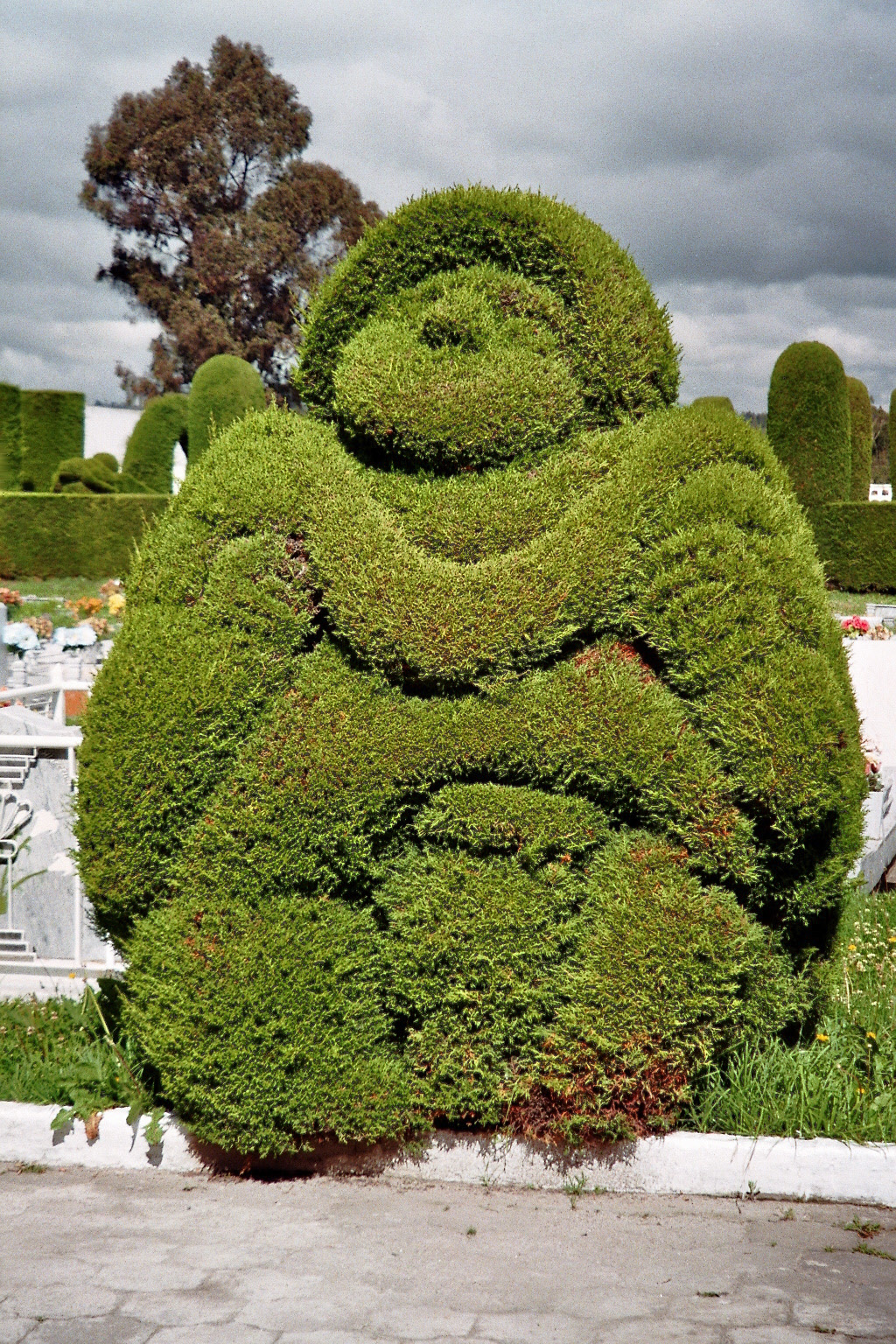
Кустарниковая скульптура на кладбище Тулькана

Город Тулькан расположен на крайнем севере Эквадора, непосредственно на его границе с Колумбией. Тулькан является административным центром и самым крупным городом эквадорской провинции Карчи. Город лежит в горной цепи Анд на высоте 2.960 метров над уровнем моря, на пересекающем здесь границу Панамериканском шоссе, напротив колумбийского города Ипиалес.

## Климат
Климат этого лежащего высоко в горах города необычайно прохладный для тропического Эквадора.

## Достопримечательности
Главной достопримечательностью Тулькана является его кладбище, украшенное искусно обрезанными зелёными кустарниками и деревьями в виде садовых скульптур. Начало этому своеобразному творчеству было положено в 1936 году жителем близлежащей деревни Хосе Франко и продолжено его сыновьями.